# Anaxibia rebai
Anaxibia rebai är en spindelart som först beskrevs av Benoy Krishna Tikader 1966.  Anaxibia rebai ingår i släktet Anaxibia och familjen kardarspindlar. Inga underarter finns listade i Catalogue of Life.